# Lulu Island
Lulu Island ist eine Insel im Südwesten des Lower Mainlands in der kanadischen Provinz British Columbia. Sie liegt südlich von Vancouver im Ästuar des Fraser River. Sie ist die größte Insel im Flussdelta. Auf dem westlichen Teil der Insel liegt die Stadt Richmond, sie umfasst den größten Teil der Insel. Der östlichste Teil der Insel, mit der Siedlung Queensborough, gehört zur Stadt New Westminster. Im Nordwesten liegt Sea Island mit dem Vancouver International Airport.
Nach der heute am wahrscheinlichsten geltenden Deutung wurde die Insel nach einer bekannten Revuetänzerin namens „Lulu“ benannt, die ein Verhältnis mit dem Bürgermeister von Vancouver hatte und hier ein Grundstück erwarb.